# Pane e tulipani
Pane e Tulipani és una pel·lícula de comèdia romàntica italiana del 2000 comèdia romàntica dirigida per Silvio Soldini. La pel·lícula és protagonitzada per Licia Maglietta i Bruno Ganz com Rosalba Barletta i Fernando Girasole. La pel·lícula va formar part de la selecció oficial a nombrosos festivals de cinema, com ara el 53è Festival Internacional de Cinema de Canes i el Festival Internacional de Cinema de Toronto.

## Argument
Rosalba Barletta, una mestressa de casa napolitana de Pescara, es troba encallada durant unes vacances familiars. En lloc d'esperar al seu marit controlador i infidel, fa auto-stop camí a casa, només per desviar-se impulsivament a Venècia. Allí la dona, que aviat es queda sense diners, troba allotjament amb un restaurant del maître d'hôtel, Fernando Girasole, un home gran d'Islàndia que parla un italià refinat i literari. Rosalba es troba gaudint de la seva nova vida: enllaça una afectuosa amistat amb la massatgista Grazia, veïna de Fernando, i troba feina en una petita floristeria dirigida per Fermo, un anarquista gran i malhumorat que es veu conquistat per les maneres educades de la dona.
Mentrestant, el seu marit va enviar a Costantino, un lampista torpe que ha vingut a l'entrevista a la seva empresa, com a detectiu privat per trobar-la. Rosalba se sent cada cop més atreta per la personalitat delicada, romàntica i misteriosa del cambrer discret, i entre ells es desenvolupa una relació de petits gestos quotidians. D'altra banda, durant la seva recerca, Costantino coneix la Grazia i de seguida s'enamora d'ella. Truca al marit de Rosalba i deixa la seva feina de detectiu, al·legant que ja no té intenció de buscar la seva dona.
No obstant això, a la Rosalba s'hi uneix finalment l'amant del seu marit, una amiga de la família, que la indueix a tornar a casa, fent-li creure que el seu fill s'ha drogat durant la seva absència. Abandona la seva vida a Venècia per tornar als seus deures parentals i a la rutina diària, descobrint que res ha canviat en absolut i que el seu fill no està realment en perill.
Deixat sol a Venècia, Fernando agafa en préstec la furgoneta de Fermo per emprendre un viatge a Pescara, on finalment declara el seu amor a Rosalba. La dona torna així definitivament a Venècia amb el seu fill petit.

## Repartiment
- Licia Maglietta com a Rosalba Barletta
- Bruno Ganz com a Fernando Girasole
- Giuseppe Battiston com a Costantino Caponangeli
- Antonio Catania com a Mimmo Barletta, el marit de Rosalba
- Marina Massironi com a Grazia Reginella
- Felice Andreasi com a Fermo
- Vitalba Andrea com a Ketty, l'amant de Mimmo
- Ludovico Paladin com Eliseo Girasole, net de Fernando
- Tatiana Lepore com a Adele, la mare d'Eliseo
- Silvana Bosi com a mare de Costantino
- Tiziano Cucchiarelli com a Nicola Barletta ("Nic")
- Don Backy com a cantant a la sala de ball
- Daniela Piperno com la dona que dona un aixecament a Rosalba
- Fausto Russo Alesi com l'home que dona un ascens a Rosalba

## Música
- "Moro" de Lars Hollmer
- "Franska Valsen" de Lars Hollmer
- Tema de "La Gazza Ladra" de Gioachino Rossini
- "El vals de Vera Zasulich" de Giovanni Venosta
- "Disco Man" de Ranee Lee, Alain Leroux, Jacques Lafleche, cantada per Ranee Lee
- "Eclisse Twist" de Michelangelo Antonioni, interpretada per Tuscolano Brothers
- "Frasi d'amori" d'Aldo Caponi i Detto Mariano, cantada per Don Backy
- "Tu Solamente Tu" (1939) de Pasquale Frustaci i Michele Galdieri, cantada per Tiola Silenzi
- "Rosa y Clavel" de B. Valli i Giovanni Venosta, cantada per Lorenzo Castelluccio acompanyat de Rhapsodija Trio

## Taquilla
La pel·lícula es va estrenar el 27 de juliol de 2001 i va recaptar 32.933 dòlars el cap de setmana d'obertura. Va guanyar 5.318.679 $ bruts al mercat americà i 3.159.755 $ al mercat estranger per un total mundial de 8.478.434 $.

## Reconeixements
- 2000 - David di Donatello
  - Millor pel·lícula a Silvio Soldini
  - Millor director a Silvio Soldini
  - Millor guió a Doriana Leondeff i Silvio Soldini
  - Millor actriu protagonista a Licia Maglietta
  - Millor actor principal a Bruno Ganz
  - Millor actriu de repartiment a Marina Massironi
  - Millor actor secundari a Giuseppe Battiston
  -  Millor fotografia a Luca Bigazzi
  - Millor so a Maurizio Argentieri
- 2000 - Nastri d'argento
  - Director de la millor pel·lícula a Silvio Soldini
  - Millor guió a Doriana Leondeff i Silvio Soldini
  - Millor actriu protagonista a Licia Maglietta
  - Millor actor secundari a Felice Andreasi
  - Millor actriu de repartiment a Marina Massironi
  - Nominació Millor fotografia a Luca Bigazzi
  - Nominació Millor edició a Carlotta Cristiani
- 2000 - Globo d'oro
  - Millor actriu revelació a Licia Maglietta
  - Nominació al Millor pel·lícula a Silvio Soldini
  - Nominació Millor actriu a Licia Maglietta

- 2000 - Ciak d'oro[5]
  - Millor pel·lícula
  - Millor director a Silvio Soldini
  - Millor actor principal a Bruno Ganz
  - Millor actriu protagonista a Licia Maglietta
  - Millor actor secundari a Giuseppe Battiston
  - Millor guió a Silvio Soldini i Doriana Leondeff
  - Millor fotografia a Luca Bigazzi
  - Millor so a Maurizio Argentieri
  - Millor banda sonora a Giovanni Venosta
  - Millor cartell a internozero
  - Nominació Millor actriu secundària a Marina Massironi
- 2000 - Premi Flaiano
  - Premi al millor director a Silvio Soldini
  - Premi a l'intèrpret a Licia Maglietta
  - Premi al guió a Doriana Leondeff i Silvio Soldini
- 2000 - Premis del Cinema Europeu[6]
  - Nominació als Millor pel·lícula
  - Nominació als Millor Actor a Bruno Ganz
  - Nominació Millor guió a Doriana Leondeff i Silvio Soldini